# ヤング・アット・ハート (バナナラマの曲)
「ヤング・アット・ハート」(Young at Heart) は、イギリスの女性ボーカル・トリオ、バナナラマが1980年代に最初に録音し、1983年デビュー・アルバム『キューティー・ハート (Deep Sea Skiving)』に収録したポップ・ソングの楽曲。この曲は、後にスコットランドのポップ・グループ、ザ・ブルーベルズ (The Bluebells) がカバーし、1993年に再リリースされたこのバージョンは全英シングル・チャートの首位に立った。

## バナナラマのバージョン
バナナラマのバージョンは、バナナラマのメンバーであるサラ・ダリン、シヴォーン・ファーイ、カレン・ウッドワードと、当時ファーイのボーイフレンドだったザ・ブルーベルズのロバート・ホッジェンス (Robert Hodgens) にクレジットされている。

## ザ・ブルーベルズのバージョン
1984年、ザ・ブルーベルズがこの曲を作り直したが、このバージョンが1993年に再リリースされた際には、クレジットはホッジェンスとファーイだけになっていた。2002年に、セッション・ミュージシャンで、この曲のザ・ブルーベルズのバージョンでヴァイオリンのソロを弾いていたボビー・ヴァレンティノが、法的措置を経て、共作者として認められる権利を獲得した。
ザ・ブルーベルズのバージョンは、2度の別々の機会に全英シングル・チャートのトップ10に入ったが、その最初は1984年にリリースされたときの最高8位であった。その十年ほど後、バンド解散後の1993年に、イギリスでフォルクスワーゲン・ゴルフのテレビ・コマーシャルに使用されたことを契機に、この曲はシングルとして再リリースされた。このときは、4週間にわたってチャートの首位に立ち、バンドは一時的に再結成してBBCテレビジョンの『トップ・オブ・ザ・ポップス』に出演して、この曲を演奏したが、そこでは大方の予想に反して、当時人気のあったシャバ・ランクスや2 アンリミテッドのハロディを盛り込んだ。

### チャート

#### 週間チャート
| チャート（1984年）                                 | 最高位 |
| -------------------------------------------------- | ------ |
| アイルランド アイルランド・レコード音楽協会 (IRMA) | 13     |
| イギリス 全英シングルチャート                      | 8      |

| チャート（1993年）                                              | 最高位 |
| --------------------------------------------------------------- | ------ |
| ヨーロッパ ヨーロッパ・ホット100                                | 8      |
| ドイツ 公式ドイツ・チャート                                     | 55     |
| アイスランド イスレンスキ・リスティン (Íslenski listinn Top 40) | 30     |
| アイルランド アイルランド・レコード音楽協会 (IRMA)              | 1      |
| オランダ ネーダラントス・トップ40                               | 20     |
| オランダ シングル・トップ100                                    | 15     |
| ポルトガル AFP                                                  | 3      |
| イギリス 全英シングルチャート                                   | 1      |

#### 年間チャート
| チャート（1993年）            | 順位 |
| ----------------------------- | ---- |
| イギリス 全英シングルチャート | 15   |

### 認定
| 国/地域                    | 認定 | 認定/売上数 |
| -------------------------- | ---- | ----------- |
| イギリス (BPI)             | Gold | 400,000^    |
| ^ 認定のみに基づく出荷枚数 |      |             |